# Várpalotai Bányász Sportkör (Kézilabda)
A Várpalotai Bányász SK egy 1927-ben alapított sportklub.
Várpalotán 1952-ben alakult meg az első férfi kézilabda szakosztály. A csapat 1953-ban nevezett be a megyei bajnokságba. 1958-ban a klubból kiváltak néhányan, és Várpalotai ITSK néven szerepeltek néhány évig, de 1961-ben már ismét a VBSK keretein belül sportolnak tovább. 1962-ben már a dobogón végez a csapat, és a hazai nézőszám is 400-500 fő körül mozog. 1962-ben már a Várpalotai Bányász nyeri a bajnokságot, és osztályozón feljut az akkori NB II-be.
Az 1966-os év újabb sikert hoz a város kézilabda szerető közönségének. A Bányász csapata nyeri az Országos Kézilabda Ifjúsági Kupát olyan egyesületeket maga mögé utasítva, mint a Bp. Honvéd, a Bp. Spartacus vagy éppen a Pécsi Bányász. 1968-ban már az NB II-ben is érmet ünnepelhet a klub. A Székesfehérvár és a Komló csapatai mögött bronzérmes a Várpalota. 6 évvel később pedig az aranyat is a "Bányász fiúk" nyakába akasztják. Az NB II 1974. évi bajnoka a Várpalotai Bányász Sport Kör, és a következő idényt már az NB I/B-ben kezdheti. Még ebben az évben a Magyar Népköztársasági Kupa keretein belül a többek között Kalóval és Gubányival felálló bombaerős Tatabányai Bányász ellen játszhat a csapat és kitűnően helytáll (17–23). A mérkőzést egyébként 1200 néző tekintette meg a helyszínen.
1979-ben bronzérmes a csapat az NB I/B-ben az Ózdi Kohász és a Székesfehérvári MÁV Előre csapatai mögött. Itt fontos megemlítenünk,hogy csak ebben az évben nyeri meg az NB II-es bajnokságot a Veszprémi Építők csapata (a mai Telekom Veszprém). Ez azt jelenti tehát, hogy hosszú éveken keresztül Várpalota volt Veszprém megye kézilabda fellegvára. Gyakorlatilag innentől kezdődik a veszprémi férfi kézilabda csúcsra futtatása.
1981. Újabb érem, de ezúttal a legszebben csillogó. A Várpalotai Bányász lett az NB I/B aranyérmese, és története során első alkalommal feljutott a sportág honi legmagasabb divíziójába, az NB I-be.
Az NB I/B élmezőnye:
1. Várpalotai Bányász
2. Újpesti Dózsa
3. MÁV Előre
4. Komlói Bányász

1982 őszén az NB I-es nyitányon a Várpalota ellenfele a korábbi bajnok és kupagyőztes Tatabányai Bányász volt soraiban Hoffmannal, Gubányival, Marosival, Pánoviccsal vagy éppen Kontra Zsolttal. A bányászrangadót 1500 néző tekintette meg a helyszínen és nem kellett csalódniuk. A Palota újoncként hatalmas meglepetésre két vállra fektette nagynevű ellenfelét. A csapat végül 9. helyen fejezi be első NB I-es évét. A klub ezt követően 11 szezonon keresztül szerepel a legmagasabb osztályban (1982–1993), majd a rendszerváltás követő gazdasági ellehetetlenülés következtében visszalépteti csapatát a további küzdelmektől. Visszajutni sajnos a mai napig nem sikerült, de egy valamit nem lehet a Várpalotai Bányász csapatától elvenni. Egyike azon kevés kluboknak,akik történetük során soha nem estek ki az NB I-ből.
I. osztályú tagságuk legjobb eredménye két 4. helyezés volt (1985-ben, illetve 1991/92-ben). Az 1991/92-es szezonban Kaló Sándor irányítása alatt bajnoki elődöntőt játszik a csapat, ahol azonban az akkori Elektromos már leküzdhetetlen akadálynak bizonyul. A 3. helyért vívott csatákból aztán a győri Rába ETO került ki győztesen – és lett bronzérmes – a döntőről lemaradó és ezért kissé csalódott Bányász ellen. Átlagnézőszámuk I. osztályú éveik alatt meghaladta a 900 főt mérkőzésenként. (1984-ben a legmagasabb átlagnézőszámmal rendelkezett a VBSK.)
Legmagasabb nézőszámok:
1800 néző: VBSK – Bp. Honvéd 1984.
1500 néző: VBSK – Tatabánya 1982, VBSK–Ferencváros 1983, VBSK – Bp. Honvéd 1985 és VBS–Veszprém 1986.
A visszalépést követően sokan más csapatokba igazoltak, és a csapat megszűnése is felmerült. Szerencsére erre nem került sor. A megmaradt játékosokra (Szedlák, Balogh G., Bakacs, Nagy R., Szilágyi) épülő gárda benevezett a megyei bajnokságba, és fölényesen meg is nyerte azt.
Az 1994/95-ös szezonban már az NB II-ben nyert bajnokságot a csapat, 22 mérkőzéséből 20-at megnyerve. 1995 és 2000 között ismét az NB I/B-ben szerepelt a klub. Ezután pedig hol az NB I/B-ben, hol pedig az NB II-ben vitézkednek a vörös-feketék. A 2008/09-es NB II-es szezont ismét az élen zárta a Várpalota. A Kiss Szilárd által irányított csikócsapat átrohant a mezőnyön. (Vereség az első fordulóban az Ácsi Kinizsi otthonában, majd zsinórban 21 győzelem állt a nevük mögött.)
2009/10-től tehát ismét a sportág második vonalában a Bányász.